# Petroicidae
Petroicidae é uma família de aves passeriformes, que inclui as 45 espécies de rouxinóis da Australásia. O grupo é endémico da Oceania e especialmente abundante na Austrália e Nova Guiné.

## Lista alfabética dos géneros
- Amalocichla De Vis, 1892
- Drymodes Gould, 1841
- Eopsaltria Swainson, 1832
- Eugerygone Finsch, 1901
- Heteromyias Sharpe, 1879
- Melanodryas Gould, 1865
- Microeca Gould, 1841
- Monachella Salvadori, 1874
- Pachycephalopsis Salvadori, 1879
- Peneothello Mathews, 1920
- Petroica Swainson, 1829
- Poecilodryas Gould, 1865
- Tregellasia Mathews, 1912

- Commons
- Wikispecies